# Global Biodiversity Information Facility
Global Biodiversity Information Facility (GBIF) is een internationaal netwerk met als doel informatie over biodiversiteit uit talloze databases te consolideren in een centraal portaal. Het doel van GBIF is het gratis verzamelen en publiceren van informatie over alle soorten. Voor de toekomst is het de bedoeling om genetische databanken te integreren.
Met 102 leden in 65 landen, 1.942 dataproviders en meer dan 2.239 miljard individuele records uit meer dan 75.500 datasets die via internet toegankelijk zijn het grootste biodiversiteitsdataproject ter wereld (peildatum augustus 2022). 
GBIF werkt samen met andere internationale organisaties zoals het Catalogue of Life-partnerschap, Biodiversity Information Standards, het Consortium for the Barcode of Life (CBOL), de Encyclopedia of Life (EOL) en GEOSS. De biodiversiteitsgegevens die via de GBIF beschikbaar zijn, zijn de afgelopen tien jaar met meer dan 1.150% toegenomen, deels dankzij de deelname van burgerwetenschappers (citizen scientists).
GBIF bestaat uit een secretariaat in Kopenhagen en 90 zogenaamde datanodes. Het secretariaat coördineert het werk van de geografisch verspreide knooppunten en beheert de centrale database. In elk aangesloten land is er minstens één knooppunt dat belast is met het doorsturen van de biodiversiteitsgegevens van het land naar de centrale database. De Nederlandse node is NLBIF.
Naast de nationale dataknooppunten zijn er ook aangesloten GBIF-deelnemers, voornamelijk nationale of supranationale organisaties.